# Альберс, Иоганн Фридрих Герман
Иоганн Фридрих Герман Альберс (нем. Johann Friedrich Hermann Albers; 1805 - 1867) — известный немецкий врач, патолог, психиатр и педагог.
Иоганн Фридрих Герман Альберс родился в городе Дорстене близ Везеля 14 ноября 1805 года.
В 1823 году поступил в Боннский университет, состоял с 1827 году ассистентом врача в терапевтической клинике доктора Нассе, с 1829 года приват-доцентом, в 1831 году назначен профессором, читал фармакологию, патологическую анатомию, частную патологию, судебную медицину и пропедевтическую клинику.
Подружившись с Нассе и Якоби, он ещё в 1826 году, подчинясь их влиянию, обратился к изучению психиатрии и работал в этой области практически в сотрудничестве с Нассе до самой его смерти.
При увеличении числа душевнобольных он основал в Бонне собственную лечебницу для душевнобольных.
С 1856 года он был также директором университетского фармакологического кабинета.
Помимо многочисленных трудов по патологии и психиатрии, он сделался особенно известен изданным им «Атласом патологической анатомии» — 287 таблиц с текстом (Бонн, 1832—62).
Иоганн Фридрих Герман Альберс скончался в городе Бонне 11 мая 1867 года.

## Работы
- Die Pathologie und Therapie der Kehlkopfskrankheiten;  монография, Лейпциг, Кноблох, 1829;
- Die Darmgeschwüre,Лейпциг, Кноблох, 1831;
- Lehrbuch der Semiotik fur Vorlesungen, Лейпциг, 1834 [1].